# Globe terrestre céleste et terrestre Blaeu
 (avril 2020).
Si vous disposez d'ouvrages ou d'articles de référence ou si vous connaissez des sites web de qualité traitant du thème abordé ici, merci de compléter l'article en donnant les références utiles à sa vérifiabilité et en les liant à la section « Notes et références ».
Les globes terrestre et céleste de Blaeu sont deux chefs-d'œuvre de la salle Nottebohm de la Bibliothèque patrimoniale Hendrik Conscience Heritage Library (en) d'Anvers, dans la Région flamande en Belgique.

## Histoire
La date de publication n'est pas indiquée sur les globes eux-mêmes. Il date peut-être de la période 1645-1648 et ont été complétés par Johannes Blaeu après la mort de Willem Blaeu. Les globes avaient une énorme valeur scientifique lorsqu'ils ont été fabriqués. Cependant, ils n'ont qu'un intérêt historique. Les globes céleste et terrestre de Blaeu ont été donnés à la ville d'Anvers le 22 janvier 1836 par le baron Philippe de Pret de ter Veken, maire d' Hemiksem. Les globes de la Bibliothèque patrimoniale Hendrik Conscience sont la seule paire de globes Blaeu de 68 centimètres en possession belge.

## Restauration
Étant âgés de 375 ans environ, en 2013 les globes présentaient déjà une usure et des dommages dus à leur utilisation, des réparations plus anciennes et une exposition à long terme à l'air et à la lumière. Du 9 mai 2012 au 9 septembre 2013, les globes ont quitté leur place habituelle dans la Bibliothèque patrimoniale Hendrik Conscience à fin d’être restaurés. Grâce à la Fondation de dotation pour les livres et les lettres (Dotatiefonds voor boek en letteren), le Fond Léon Courtin-Marcelle Bouché, BASF Anvers NV et Umicore NV, la Bibliothèque patrimoniale a pu non seulement faire restaurer la paire de globes, mais aussi acheter de nouvelles vitrines pour leur conservation et leur présentation ultérieure.
En 2012, Francien van Daalen de Van Daalen Papierrestoratie Haarlem a été nommée pour démarrer les travaux de restauration de la construction, appliquer la couche de craie et la surface de papier des globes. Jurjen Creman et Daan Brouwer ont été nommés pour traiter respectivement les pièces en bois et en métal.
Avant que les globes ne retournent à la salle Nottebohm, ils ont fait une escale dans la zone portuaire d'Anvers où ils ont été examinés aux rayons X par le Musée royal des Beaux-Arts d'Anvers. Ces enregistrements ont fourni aux chercheurs un trésor d'informations sur l'histoire cachée de la production et de la fabrication de la paire de globes. Le Département de géographie de l' Université de Gand a également réalisé des enregistrements numériques et des modèles 3D des globes.

## La paire de globes
Les globes ont tous deux un diamètre de 68 centimètres, ce qui en fait l'un des plus grands produits de Blaeu de son vivant.
Ils sont constitués d'un cadre en bois entouré de plusieurs couches de papier. Autour de la sphère de papier se trouve une couche de plâtre, sur laquelle des girons en papier ont été appliqués avec l'image de la carte et des calottes circulaires en papier pour les pôles. Ils ont un anneau médian en laiton et un horizon en bois, avec les calendriers julien et grégorien. Les deux globes reposent sur un socle en bois et peuvent être tournés au moyen d'une tige en métal.

### Le globe terrestre
Le globe terrestre se compose de 36 girons gravés et colorés à la main. Le texte était déjà imprimé sur le papier à l'avance par taille-douce. C'est seulement après que ce papier ait été collé et séché que les couleurs ont été ajoutées. Les continents et les mers sont richement illustrés. Autour du globe se trouve un cercle d'horizon, en bois, d'environ 105 millimètres de large, reposant sur quatre colonnes en bois tourné. Une bande de papier est collée autour du cercle d'horizon, qui comportait également des inscriptions, mais celles-ci sont devenues difficiles à lire en raison d'années d'altération. De l'intérieur vers l'extérieur, on retrouve successivement la division du méridien, les points cardinaux (d'abord ceux de l'Antiquité classique puis les 32 points cardinaux modernes en néerlandais) et enfin le calendrier romain (style ancien et nouveau) avec entre les signes du zodiaque, les jours de la semaine et les saints les plus importants de l'église romaine en face de leurs jours de fête respectifs. Les quatre colonnes sur lesquelles repose le globe sont montées en bas sur un disque rond en bois équipé d'une boussole pour orienter le globe. Le lieu de publication est indiqué dans l'hémisphère sud, à savoir Amstelredami. Excusum in aedibus Auctoris (Exécuté à Amsterdam, chez le fabricant).

### Le globe céleste
Le globe céleste se compose de 24 peintures gravées et coloriées à la main. Les positions d'étoiles présentes sur le globe proviennent de Tycho Brahe et Frederik de Houtman. Les constellations ont des noms latins, grecs et arabes. La fabrication du globe céleste est très similaire à celle du globe terrestre. La principale différence entre les deux est le travail cartographique avec lequel ils sont recouverts, le globe terrestre donne une image de la surface de la terre, le globe céleste donne une image du ciel étoilé.